# Мунк, Эмерентсе
Эмерентсе Мунк, урождённая Барклай (норв. Emerentze Munch, Barclay; 1 августа 1786, Ларвик — 31 октября 1868, Христиания (ныне Осло)) — норвежская писательница-мемуаристка. 
Эмерентсе Мунк родилась в Ларвике. Эмерентсе была дочерью таможенного инспектора Кристена Карлсена Барклая и Северины Готтфриды Бёме. Когда ей было три года, её мать умерла, и она была отправлена жить к бабушке в среду высшего среднего класса в Христиании. В 1814 году она вышла замуж за художника Якоба Мунка (1776—1839) и у них родилось четверо дочерей: София Эдварда, Эмма Вильгельмина, Николина и Мария Фредрикка. Датская писательница Эммаренсе Гад (1852–1921) является её внучкой.
Она написала свои мемуары в 1862 году, но они были напечатаны только после её смерти — в 1883 году в журнале Skilling-Magazin под названием «Из былых времён». В 1895 году отрывок был опубликован в датском журнале Museum. В 1907 году мемуары вышли в виде книги «Записи госпожи Эмерентсе Мунк».
Мемуары носят личный характер и, вероятно, изначально предназначались для чтения родными и друзьями. Мунк рассказывает о личных обстоятельствах, а также об исторических событиях, таких как Наполеоновские войны и расторжение союза между Норвегией и Швецией. Она проливает свет на жизнь и мышление в Христиании того времени и представляет редкий женский взгляд на современные события.